# Astillé
Astillé és un municipi francès situat al departament de Mayenne i a la regió de País del Loira. L'any 2007 tenia 696 habitants.

## Demografia

### Població
El 2007 la població de fet d'Astillé era de 696 persones. Hi havia 234 famílies de les quals 38 eren unipersonals (13 homes vivint sols i 25 dones vivint soles), 71 parelles sense fills, 117 parelles amb fills i 8 famílies monoparentals amb fills.
La població ha evolucionat segons el següent gràfic:
Habitants censats

### Habitatges
El 2007 hi havia 257 habitatges, 242 eren l'habitatge principal de la família, 7 eren segones residències i 7 estaven desocupats. 250 eren cases i 5 eren apartaments. Dels 242 habitatges principals, 178 estaven ocupats pels seus propietaris, 63 estaven llogats i ocupats pels llogaters i 1 estava cedit a títol gratuït; 2 tenien una cambra, 11 en tenien dues, 18 en tenien tres, 59 en tenien quatre i 151 en tenien cinc o més. 163 habitatges disposaven pel capbaix d'una plaça de pàrquing. A 78 habitatges hi havia un automòbil i a 148 n'hi havia dos o més.

### Piràmide de població
La piràmide de població per edats i sexe el 2009 era:
| Homes | Edats   | Dones |
| ----- | ------- | ----- |
| 0     | 95 o +  | 0     |
| 0     | 90 a 94 | 0     |
| 8     | 85 a 89 | 8     |
| 0     | 80 a 84 | 4     |
| 4     | 75 a 79 | 0     |
| 4     | 70 a 74 | 0     |
| 20    | 65 a 69 | 12    |
| 20    | 60 a 64 | 24    |
| 8     | 55 a 59 | 12    |
| 16    | 50 a 54 | 20    |
| 28    | 45 a 49 | 24    |
| 16    | 40 a 44 | 8     |
| 20    | 35 a 39 | 16    |
| 16    | 30 a 34 | 20    |
| 20    | 25 a 29 | 20    |
| 40    | 20 a 24 | 16    |
| 24    | 15 a 19 | 12    |
| 20    | 10 a 14 | 16    |
| 12    | 5 a 9   | 12    |
| 12    | 0 a 4   | 16    |

## Economia
El 2007 la població en edat de treballar era de 470 persones, 384 eren actives i 86 eren inactives. De les 384 persones actives 355 estaven ocupades (205 homes i 150 dones) i 29 estaven aturades (17 homes i 12 dones). De les 86 persones inactives 28 estaven jubilades, 34 estaven estudiant i 24 estaven classificades com a «altres inactius».

### Ingressos
El 2009 a Astillé hi havia 269 unitats fiscals que integraven 768 persones, la mediana anual d'ingressos fiscals per persona era de 15.655 €.

### Activitats econòmiques
Dels 16 establiments que hi havia el 2007, 5 eren d'empreses de construcció, 3 d'empreses de comerç i reparació d'automòbils, 2 d'empreses d'hostatgeria i restauració, 3 d'empreses de serveis, 1 d'una entitat de l'administració pública i 2 d'empreses classificades com a «altres activitats de serveis».
Dels 8 establiments de servei als particulars que hi havia el 2009, 1 era un taller de reparació d'automòbils i de material agrícola, 1 paleta, 2 fusteries, 2 lampisteries, 1 perruqueria i 1 restaurant.
L'únic establiment comercial que hi havia el 2009 era una botiga de menys de 120 m².
L'any 2000 a Astillé hi havia 52 explotacions agrícoles que ocupaven un total de 1.736 hectàrees.

## Equipaments sanitaris i escolars
El 2009 hi havia una escola elemental.

## Poblacions més properes
El següent diagrama mostra les poblacions més properes.